# Теофил Вериевс
Теофил (на гръцки: Θεόφιλος, Теофилос) е гръцки духовник, епископ на Вселенската патриаршия.

## Биография
Роден е в Бер и затова носи прякора Вериевс (Βεροιεύς), тоест Берчанин. Служи като протосингел на митрополит Яков Солунски (1780 - 1788). 4 май 1785 година е ръкоположен за сервийски и кожански епископ. Ръкополагането е извършено от митрополит Яков Солунски с съслужение с епископите Дионисий Ардамерски и Йеротей Поленински. По време на управлението му в Кожани е основано училище, на изток от църквата „Свети Николай“, където днес е кметството. Епископ Теофил създава училища и в околните селища. Дарява библиотеката си с ценни книги.
Умира в 1811 година.